# Strada Alecu Russo din Chișinău

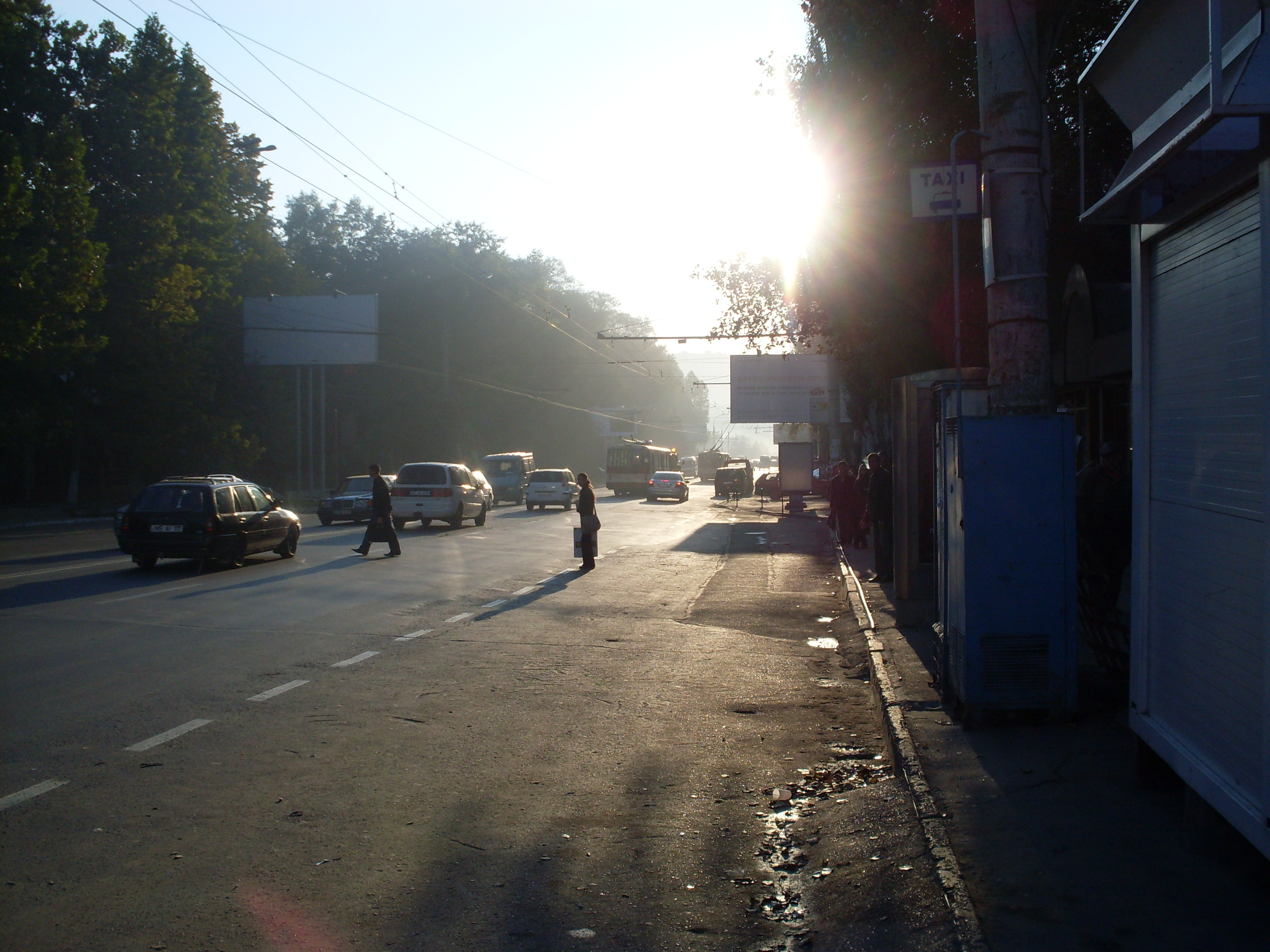
Vedere dinspre Piaţa Alecu Russo (2008)

Strada Alecu Russo (până în 1991 str. Fedko) se află în sectoarele Rîșcani și Ciocana. Este o magistrală cu lungimea de cca 2 km. Începe din Piața Alecu Russo și continuă până la rondul de intersecție dintre str. Meșterul Manole și bd. Mircea cel Bătrân. Este împărțită în două fragmente, construite la un interval de cca 15 ani, despărțite de zona verde a parcului Râșcani. Partea de jos (sectorul Rîșcani) a fost construită la sfârșitul anilor 1950 - începutul anilor 1970 cu case de 5 etaje cu magazine. Aici se află Spitalul Clinic Orășenesc nr. 3, policlinica nr. 6, centrul comercial PAN-COM etc.
Strada poartă numele clasicului literaturii române Alecu Russo (1819-1859).